# Dana Brunetti

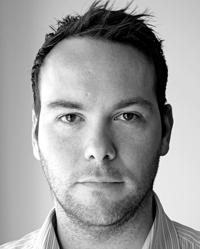
Dana Brunetti (2009)

Dana Brunetti (* 11. Juni 1973 in Virginia) ist ein US-amerikanischer Filmproduzent und Ausführender Produzent.

## Leben
Brunetti wurde im US-Bundesstaat Virginia geboren. Er besuchte die Alleghany High School in Virginia und studierte an der New York University Film. Brunetti ist der Präsident der von Kevin Spacey 1997 gegründeten Produktionsfirma Trigger Street Productions. Er produzierte mehrere Filme, in denen Kevin Spacey mitspielt, darunter Beyond the Sea (2004), 21 (2008) und Casino Jack (2010). Von 2013 bis 2018 produzierte er die Netflix-Serie House of Cards, mit der er für zwei Emmys nominiert war. Er produzierte die Filme The Social Network und Captain Phillips, die für den Oscar in der Kategorie Bester Film nominiert wurden. Mit Fifty Shades of Grey produzierte er 2015 einen finanziell überaus erfolgreichen Film. In den folgenden Jahren produzierte er die beiden Fortsetzungen des Films.
Nach einer einjährigen Beziehung zu Kristin Chenoweth ist Brunetti derzeit in einer Beziehung mit Katie Cassidy. Er ist der Vater eines Kindes.

## Filmografie (Auswahl)
Als Produzent
- 2004: Beyond the Sea – Musik war sein Leben (Beyond the Sea) (Als Co-Produzent)
- 2006: The Sasquatch Gang
- 2006: Mein erster Mord (Mini’s First Time)
- 2008: Fanboys
- 2008: 21
- 2008: Columbus Day – Ein Spiel auf Leben und Tod (Columbus Day)
- 2009: Shrink – Nur nicht die Nerven verlieren (Shrink)
- 2010: Selfmade-Dad – Not macht erfinderisch (Father of Invention)
- 2010: The Social Network
- 2012: Safe – Todsicher (Safe)
- 2013: Captain Phillips
- 2015: Fifty Shades of Grey
- 2017: Fifty Shades of Grey – Gefährliche Liebe (Fifty Shades Darker)
- 2018: Fifty Shades of Grey – Befreite Lust (Fifty Shades Freed)
- 2023: Gran Turismo

Als Executive Producer
- 2002: Uncle Frank (The Real McCoy)
- 2002: America Rebuilds: A Year at Ground Zero (TV)
- 2006: Mr. Gibb
- 2006: Bernard and Doris
- 2010: Casino Jack
- 2011: Shakespeare High
- 2011: Inseparable
- 2013–2018: House of Cards (Fernsehserie)
- seit 2016: Betrayed (Fernsehserie)

## Nominierungen & Auszeichnungen
2013 gewann Brunetti einen Special Achievement Webby Award für die Gründung von Trigger Street Labs, einer Onlineplattform zur Entdeckung von Filmemachern und schriftstellerischen Talenten.
Oscar
- 2011: Nominierung in der Kategorie Bester Film für The Social Network
- 2014: Nominierung in der Kategorie Bester Film für Captain Phillips

Emmy
- 2009: Nominierung in der Kategorie Bester Fernsehfilm für Bernard and Doris
- 2013: Nominierung in der Kategorie Beste Dramaserie für House of Cards
- 2014: Nominierung in der Kategorie Beste Dramaserie für House of Cards

BAFTA Award
- 2011: Nominierung in der Kategorie Bester Film für The Social Network
- 2014: Nominierung in der Kategorie Bester Film für Captain Phillips

Goldene Himbeere
- 2016: Auszeichnung in der Kategorie Schlechtester Film für Fifty Shades of Grey
- 2018: Nominierung in der Kategorie Schlechtester Film für Fifty Shades of Grey – Gefährliche Liebe